# 뉴스 엠바고

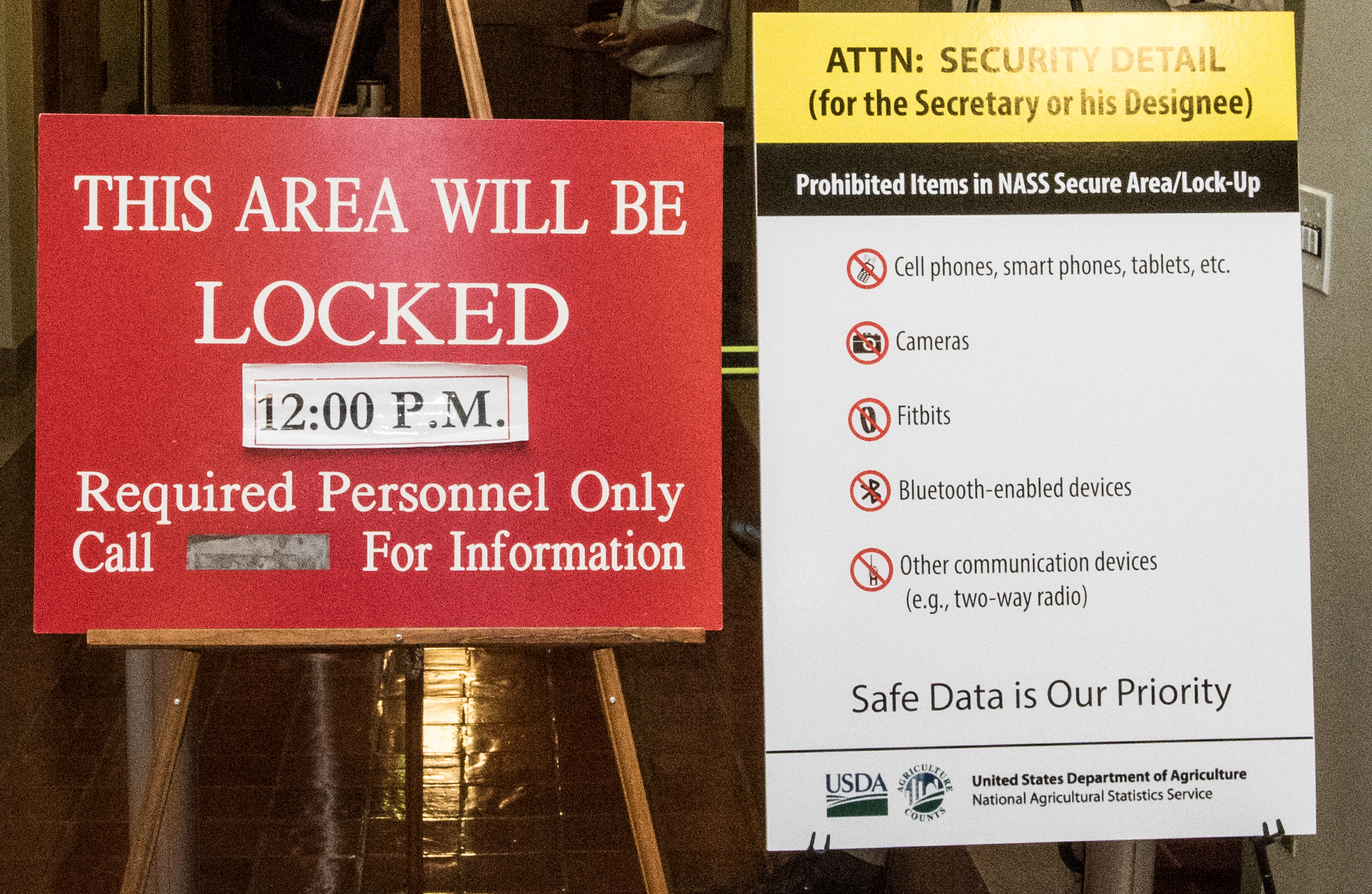
언론인과 정치인이 엠바고 된 데이터를 보고 받는 자료실에 놓인 표지판. 전자 통신기기를 가지고 들어갈 수 없음을 알리고 있다.

뉴스 엠바고(news embargo) 또는 프레스 엠바고(press embargo)는 취재한 사안을 보도하는 것을 일정 기간 미루기로 약속하는 것을 말한다. 간단히 엠바고라고도 한다. 취재원이 요청하는 경우도 있고, 기자들끼리 합의하는 경우도 있다.

## 엠바고를 거는 경우
- 중요한 사항이지만 내용이 복잡해 보충취재가 필요할 때 보도를 유예한다.
- 뉴스 가치가 높은 사건이 일어나는 것은 확실하지만 정확한 시점만 모를 때 불확실한 내용의 보도로 수용자들을 혼란시키지 않기 위하여 보도를 유예한다.
- 비록 잘 아는 내용이라도 안보나 공익과 관련된 사항일 경우 보도를 유예한다.
- 해외 공관장 이동이나 상대방 정부와 동시에 발표하는 사안일 경우 보도를 유예한다.
- 취재원이 정기적으로 발표하는 자료는 미리 입수하더라도 취재원이 공식적으로 발표하기 전에는 보도하지 않는 것이 관례이다. 국무회의나 차관회의 자료가 여기에 속한다.[2][쪽 번호 필요]

## 같이 보기
- 보도 지침
- 마이너리티 리포트 사건
- 스핀 (PR)(영어판)
  - 스핀 닥터
- 신사 협정
- 언론 통제
- 불법사찰
- 도청
- 워터게이트 사건
- 엠바고 (수출입 봉쇄)

기사
- 신문전쟁 번진 '줄기세포' 엠바고 공방《오마이뉴스》04.02.17 10:46
- <남북정상회담> KBS 아차차 엠바고 소동, 만찬 참석인사 靑발표 중계도중《세계일보》18.04.27 15:39